# Asemolea flava
Asemolea flava är en skalbaggsart som beskrevs av Martins och Maria Helena M. Galileo 2006. Asemolea flava ingår i släktet Asemolea och familjen långhorningar.
Artens utbredningsområde är Costa Rica. Inga underarter finns listade.